# Guillermo de Torre
Guillermo de Torre (Madrid, 1900 - Buenos Aires, 14 de gener de 1971) va ser un assagista, poeta i crític literari i d'art espanyol pertanyent a la Generació del 27. Les seves despulles descansen al Cementiri de la Recoleta, de Buenos Aires, al costat de les de la seva dona, Norah Borges, i els de la seva sogra, Leonor Acevedo Suárez. Va ser cunyat de Jorge Luis Borges.

## Biografia
Més reconegut com a important crític literari i d'art espanyol, va ser, no obstant això, un dels impulsors de l'ultraisme literari en els seus començaments. Va participar en la tertúlia itinerant de Rafael Cansinos Asséns i, després de la publicació del seu poemari ultraísta Hèlixs (1923), es va orientar definitivament al cultiu de l'assaig literari i artístic, on es va destacar com un erudit i expert comentador del fenomen estètic de les Avantguardes.
Va ser col·laborador habitual de Revista de Occidente, Revista Sur i del periòdic El Sol, i va fundar juntament amb Ernesto Giménez Caballero La Gaceta Literaria (1927), òrgan fonamental de l'anomenada Generació del 27, i, juntament amb Pedro Salinas, Índex Literari (1932).
El 1938, va fundar, al costat de Gonzalo Losada, Attilio Rossi, Amado Alonso, Pedro Henríquez Ureña, entre d'altres, l'Editorial Losada, que va constituir una fita en la indústria editorial de tota Amèrica. Des de 1956 va ser catedràtic de la Universitat de Buenos Aires on, casat amb la germana de l'escriptor argentí Jorge Luis Borges, la pintora Norah Borges, va fixar la seva residència.
Les seves obres més destacades són Literaturas europeas de vanguardia (1925, reeditat i ampliat el 1965); La aventura y el orden (1943), Problemática de la literatura (1951), ¿Qué es el superrealismo? (1955), La metamorfosis de Proteo (1956), El fiel de la balanza (1961) i Tres conceptos de la literatura hispanoamericana (1963).

## Crítica
- Manifiesto vertical. 1920.
- Hélices. Madrid: Mundo Latino, 1923, poemas. Edición facsimilar: Málaga: Centro Cultural de la Generación del 27, 2000.
- Literaturas europeas de vanguardia. Madrid: Caro Raggio, 1925.
- Examen de conciencia. Problemas estéticos de la nueva generación española. Buenos Aires: Humanidades, 1928.
- Itinerario de la nueva pintura española. Montevideo: edición no venal, 1931.
- Torres García. Madrid: Graphia, 1934. [En colaboración con Roberto J. Payro].
- Picasso. Noticias de su vida y de su arte. Madrid: ADLAN, 1936.
- Attilio Rossi. Estudio preliminar al álbum 10 dibujos. Buenos Aires: Editorial Nova, 1943.
- Menéndez Pelayo y las dos Españas. Buenos Aires: Patronato Hispanoargentino de Cultura - Editorial Losada, 1943.
- La aventura y el orden. Buenos Aires: Editorial Losada, 1943. Segunda edición: Losada, 1948. (Biblioteca Contemporánea; 208); ensayos.
- Guillaume Apollinaire: su vida, su obra y las teorías del cubismo. Buenos Aires: Editorial Poseidón, 1946. Reeditado como: Apollinaire y las teorías del cubismo. Barcelona: EDHASA, 1967.
- Tríptico del sacrificio. Buenos Aires: Editorial Losada, 1948. (Biblioteca Contemporánea; 209); ensayos.
- Valoración literaria del existencialismo. Buenos Aires: Editorial Ollantay, 1948.
- Problemática de la literatura. 1951.
- ¿Qué es el superrealismo?. Buenos Aires: Columba, 1955.
- La metamorfosis de Proteo. 1956, ensayos. Reedición: 1967.
- Claves de literatura hispanoamericana. 1959.
- El fiel de la balanza. Madrid: Editorial Taurus, 1961. Reedición: Losada, 1970.
- La aventura estética de nuestra edad. Barcelona: Editorial Seix Barral, 1962.
- Minorías y masas en la cultura y el arte contemporáneo. 1963.
- Tres conceptos de la literatura hispanoamericana. 1963.
- Historia de las literaturas de vanguardia. Madrid: Guadarrama, 1965.
- Al pie de las letras. 1967.
- Ultraísmo, Existencialismo y Objetivismo en Literatura. Madrid: Guadarrama, 1968.
- El espejo y el camino. 1968, ensayos.
- Del 98 al Barroco. Madrid: Editorial Gredos, 1969.
- Nueva direcciones de la crítica literaria. 1970.
- Doctrina y estética literaria. 1970.
- Correspondencia Juan Ramón Jiménez / Guillermo de Torre 1920-1956. Madrid / Fráncfort: Iberoamericana / Vervuert, 2006.